# ディス・イズ・ハプニング
『ディス・イズ・ハプニング』(This Is Happening)は、アメリカのダンス・パンクバンドのLCDサウンドシステムが2010年に発表した3枚目で最後のスタジオ・アルバム。本作は全米アルバムチャートで10位、全英アルバムチャートで7位を記録しバンドにとって初のトップ10ヒット作となった。

## 概要
2009年夏、LCDサウンドシステム(LCD Soundsystem)を率いるジェームス・マーフィー(James Murphy)はロサンゼルスにあるリック・ルービンが所有するスタジオThe Mansionでアルバムの制作を開始する。このスタジオはベッドルームが10部屋あるプール付きの豪邸で、アルバム製作の環境を重要視するジェームスはレコーディング中に白い服のみ着用する決まりをつくりレコーディングを行なった。マスタリングはボブ・ウェストン(Bob Weston)が務めた。2010年、アルバムの発売を前にジェームスはこのアルバムを最後にバンド活動を終了すると発言するようになる。ジェームスはLCDサウンドシステムについて、好きで始めたことだがだんだん自分の人生を支配するようになってきたと感じでいた。40歳を目前に控え、レコーディングとツアーで忙しい日々を終わらせ、もっと他の事に挑戦しようと決意を固めていたのだ。しかし、この時点ではラストライブなど具体的な解散時期には触れていなかったため、またアルバムを作りツアーを始めるだろうと予想する声も多かった。2010年5月17日、3枚目のアルバム『ディス・イズ・ハプニング』をリリースする。アルバムは全米アルバムチャートで10位、全英アルバムチャートで7位を記録する。このアルバムからは「Drunk Girls」「Pow Pow」「I Can Change」の3曲がシングルカットされた。先行シングルの「Drunk Girls」はミュージックビデオの監督にスパイク・ジョーンズ(Spike Jonze)を迎え、ジャッカスを彷彿とさせる演出で話題をよんだ。音楽メディアが発表した2010年のベストソングのリストでは「I Can Change」をピッチフォークが3位、ローリング・ストーンが17位、NMEが23位に選んでいる

。
また、ピッチフォークが「All I Want」を17位に、NMEが「Drunk Girls」を13位に選んだ

。

## 評価
多くの音楽メディアが年間ベストアルバムのリストに選ぶなど高い評価を受けている。
| 年     | 発表元               | 部門                                     | 順位  |
| ------ | -------------------- | ---------------------------------------- | ----- |
| 2010年 | A.V. Club            | 25 Best Albums of 2010                   | 4位   |
| 2010年 | Amazon               | Best Albums of 2010                      | 5位   |
| 2010年 | Billboard            | Top 10 Albums of 2010                    | 6位   |
| 2010年 | Clash                | Top 40 Albums of 2010                    | 9位   |
| 2010年 | Consequence of Sound | Top 50 Albums of 2010                    | 17位  |
| 2010年 | DIY                  | 50 Albums of the Year 2010               | 6位   |
| 2010年 | Drowned in Sound     | Albums of The Year 2010                  | 9位   |
| 2010年 | MOJO                 | Top 50 Albums of 2010                    | 36位  |
| 2010年 | musicOMH             | Top 50 Albums Of 2010                    | 6位   |
| 2010年 | NME                  | Best Albums of 2010                      | 4位   |
| 2010年 | No Ripcord           | Top 50 Albums of 2010                    | 1位   |
| 2010年 | One Thirty BPM       | Top 50 Albums of 2010                    | 11位  |
| 2010年 | Paste                | 50 Best Albums of 2010                   | 1位   |
| 2010年 | Pitchfork Media      | Top 50 Albums of 2010                    | 2位   |
| 2010年 | PopMatters           | Best 50 Albums of 2010                   | 6位   |
| 2010年 | Prefix               | Best Albums of 2010                      | 7位   |
| 2010年 | Pretty Much Amazing  | Best Albums of 2010                      | 8位   |
| 2010年 | Q Magazine           | 50 Albums of the Year 2010               | 23位  |
| 2010年 | Rhapsody SoundBoard  | Best Albums of 2010                      | 1位   |
| 2010年 | Rolling Stone        | 30 Best Albums of 2010                   | 10位  |
| 2010年 | Slant                | Best of 2010                             | 23位  |
| 2010年 | Spin                 | Top 40 Albums of 2010                    | 4位   |
| 2010年 | Spinner              | 30 Best Albums of 2010                   | 7位   |
| 2010年 | Stereogum            | Top 50 Albums Of 2010                    | 13位  |
| 2010年 | Time                 | Top 10 Albums of 2010                    | 3位   |
| 2010年 | Uncut                | Top 10 Albums of 2010                    | 9位   |
| 2010年 | Under the Radar      | Top 50 Albums of 2010                    | 17位  |
| 2011年 | Pitchfork Media      | The People's List - Top Albums 1996-2011 | 34位  |
| 2013年 | NME                  | The 500 Greatest Albums Of All Time      | 322位 |

## 収録曲
1. "Dance Yrself Clean" - 8:56
2. "Drunk Girls" - 3:42
3. "One Touch" - 7:45
4. "All I Want" - 6:41
5. "I Can Change" - 5:55
6. "You Wanted A Hit" - 9:06
7. "Pow Pow" - 8:23
8. "Somebody's Calling Me" - 6:53
9. "Home" - 7:53